# Giulietta Sacco
Giulietta Sacco (Maddaloni, 13 novembre 1944 – Aversa, 11 aprile 2022) è stata una cantante italiana.

## Biografia

### Carriera
Giulia (in arte Giulietta) Sacco nasce a Maddaloni (CE), primogenita di otto figli; comincia la sua carriera molto giovane esibendosi in matrimoni, alle feste dei Gigli a Nola e altre località, e in varie feste di piazza nella periferia di Caserta. Durante una di queste esibizioni, ad un concorso per voci nuove, viene notata da un produttore discografico che le propone un contratto con la Phonotris, etichetta con cui nel 1965 inizia ad incidere i primi 45 giri; uno dei primi suoi successi è Amalia Ruta, ispirato ai pezzi di Gilda Mignonette.
Partecipa al Festival di Napoli 1969 con Abbracciame, in abbinamento con Mario Merola, classificandosi al nono posto; l'anno successivo ritorna nuovamente al Festival di Napoli, in abbinamento con Mario Trevi, presentando Sulitario (scritta da Giovanni Marigliano ed Enzo Di Domenico). Nei primi anni settanta, con l'etichetta Hello Record di Luciano Rondinella registra una serie di 33 giri dedicati alla canzone classica napoletana, con l'orchestra di Tonino Esposito. Nel 1973, per una esclusione di voti, non riesce a prendere parte al Festival di Sanremo con la canzone Rose fiorite. Vince il premio folk nel 1973 con Chi m'ha fatto sta bella scarpetta, brano di Sciotti e Visco, presentato in anteprima nel programma di Rai Uno Concerto per Napoli, e nel 1974 con il brano Tarantella sorrentina di Sciotti e Visco.
Passa poi alla Zeus, continuando a pubblicare album e 45 giri, alternando la riproposizione di canzoni della tradizione napoletana con nuovi brani scritti per lei da autori come Gianni Aterrano, Eduardo Alfieri, Antonio Moxedano, Alberto Sciotti, Nino D'Angelo, Tony Iglio, Augusto Visco, Enzo Di Domenico, Alberto Selly.
Partecipa a Un disco per l'estate 1975 con Profumo di ginestre di Gaetano Amendola e Augusto Visco e, due anni dopo, al Cantagiro con Dicitincelle di Alberto Sciotti e Augusto Visco.
Nel 1995 vince il premio Tenco con la canzone Sanacore, in duetto con la band napoletana Almamegretta. Grazie a questo brano, dopo qualche anno di silenzio, Sacco torna nuovamente in sala d'incisione e, nel 1996, registra il cd Preta 'e mare, nel quale sono presenti otto classici napoletani rivisitati, più quattro inediti firmati da Nino D'Angelo, con il quale duetta nel brano 'A riggina d''e canzone. Ha avuto illustri fan iniziando da Mina a Nino D'Angelo e gran parte dei cantanti neomelodici.
Negli ultimi anni, a causa di alcuni problemi di salute, ha diradato l'attività; si è comunque esibita proponendosi la sera di Capodanno del 2003 nello spettacolo televisivo trasmesso dalla Rai da piazza del Plebiscito a Napoli e provando a partecipare a I migliori anni, condotto da Carlo Conti che preferì un'altra interprete napoletana.
Nel 2012, dopo circa vent'anni, fa ritorno in sala d'incisione per registrare con Genny Avolio un duetto Nun voglio fuje.

### Morte
Giulietta Sacco è morta l'11 aprile 2022 all'ospedale Moscati di Aversa. Appresa la notizia dell'improvvisa scomparsa, tanti artisti le hanno dedicato un omaggio sui social. Il funerale si è tenuto il 13 aprile presso il cimitero comunale di Maddaloni, dove, per l'ultimo saluto, sono intervenuti Andrea De Filippo, sindaco di Maddaloni, ed i colleghi Mario Trevi ed Enzo Di Domenico.

## Omaggi
Il 15 aprile 2022, per omaggiare la sua vita artistica, viene pubblicato il documentario Giulietta Sacco - La Regina dei mandolini, con la partecipazione del giornalista Pietro Gargano e degli artisti Mario Trevi ed Enzo Di Domenico. La regia è del giovane Salvatore Architravo, amico di Giulietta Sacco, il quale, il 12 aprile, annuncia la scomparsa dell'artista nella trasmissione La Radiazza di Gianni Simioli, in diretta radiofonica su Radio Marte.

## Discografia

### Album
- 1968 – Melodie popolari italiane (Vis Radio, ViMT 08459)
- 1970 – Giulietta Sacco (Hello, ZSEL 55406)
- 1971 – Giulietta Sacco Volume 2 (Hello, ZSEL 55409)
- 1972 – Poeti e musicisti dell'800/'900 (Hello, ZSEL 55412)
- 1972 – Poeti e musicisti dell'800 (Hello, ZSEL 55418)
- 1973 – Amore passione e folcklore[8] (Zeus, BE 0056)
- 1974 – Stornellando con Giulietta (Zeus, BE 0060)
- 1974 – Nostalgia di mandolini (Zeus, BE 0061)
- 1974 – Canta Sorrento (Zeus, BE 0065)
- 1974 – Manname 'e cunfiette (Zeus, BE 0067)
- 1975 – Profumo di Ginestre (Zeus, BE 0069)
- 1975 – Stornellando con Giulietta Vol. 2 (Zeus, BE 0077)
- 1976 – 'Mbraccio a tte (Zeus, BE 0078)
- 1976 – A Giulietta queste nostre canzoni (Zeus, BE 0081)
- 1976 – Volume 4º (Hello, ZSEL 55418)
- 1976 – Volume 5º (Hello, ZSEL 55431)
- 1977 – Comme se canta a Napule (Hello, ZSEL 55457; con Angela Luce)
- 1978 – Io, Giulietta Sacco (Hello, ZSEL 55484)
- 1979 – Fenesta vascia (Zeus, BE 0091)
- 1982 – Giulietta Sacco 16X16 (Vis Radio, GXLP 1039)
- 1983 – Piccolo uomo (Zeus, BE 0116)
- 1983 – Giulietta Sacco Volume 13 (Zeus, BE 0121)
- 1987 – Jammo che tenite a dicere (Eterson, RR 076
- 1988 – Ritrovarsi (Edison, VOM 627)
- 1992 – Folk (Phonotype, AZQ 40149)

### Singoli
- 1963 – Amalia Ruta/Mamma 'nnucente (Phonotris, SC 5003)
- 1963 – Femmena 'e peccato/Ferito a morte (Phonotris, SC 5004)
- 1964 – Dimme addò staie/Fantasia (Phonotris, SC 5021)
- 1967 – Zì Munacella mia/'A cammesella (Vis Radio, ViMQN 36926; lato A e B canta insieme a Mario Abbate)
- 1967 – Nuovi stornelli fiorentini 1 parte/Nuovi stornelli fiorentini 2 parte (Vis Radio, ViMQN 36950)
- 1967 – Tre feneste/Lettera a mamma mia (Vis Radio, ViMQN 36951)
- 1967 – Tammurriata americana/'A cartulina 'e Napule (Vis Radio, ViMQN 36952)
- 1967 – Serenata 'e 'na femmena/'A notte (Vis Radio, ViMQN 36953)
- 1967 – 'E ppentite/Tammurriata nera (Vis Radio, ViMQN 36954)
- 1968 – Stornelli sotto il sole 1 parte/Stornelli sotto il sole 2 parte (Vis Radio, ViMQN 36981)
- 1968 – Tarantella de' vase/Masto Ttore (Vis Radio, ViMQN 36983)
- 1969 – Abbracciame/'A notte (Vis Radio, ViMQN 36996)
- 1970 – Sulitario/Gelusia (Hello, 3002 A)
- 1971 – Malata d'ammore/Malincunia (Hello, HR 9029)
- 1971 – Cara signora/Sturnello 'e marciappiede (Hello, HR 9043)
- 1971 – L'addio/'A 'nfrascata (Hello, HR 9046)
- 1971 – Connola senza mamma/Tarantella internazionale (Hello, HR 9047)
- 1971 – Torna maggio/'E ppentite (Hello, HR 9048)
- 1971 – Comm'è bella 'a staggione/'A cartulina 'e Napule (Hello, HR 9049)
- 1971 – 'A gelusia/Nun me scetà (Hello, HR 9050)
- 1971 – Piscatore 'e Pusilleco/'O surdato 'nnammurato (Hello, HR 9051)
- 1971 – Mandulinata a Napule/Tarantella de' vase (Hello, HR 9052)
- 1971 – 'A primma 'nnammurata/Addio (Hello, HR 9053)
- 1971 – Stornelli stuzzicarelli 1/Stornelli stuzzicarelli 2 (Hello, HR 9073)
- 1972 – Napule bello/Presentimento (Hello, HR 9090)
- 1972 – Silenzio cantatore/'A tazza 'e cafè (Hello, HR 9091)
- 1972 – Torna/'A casa d''e rrose (Hello, HR 9092)
- 1972 – 'O paese d''o sole/Che t'aggia ddì (Hello, HR 9093)
- 1972 – 'O mariuolo d''e criature/'A luna d''o festino (Hello, HR 9106)
- 1973 – Chitarra triste/Serenata napulitana (Zeus, BC 4041)
- 1973 – Mario e Lucia/Napule d'e canzone (Zeus, BC 4042)
- 1973 – Avemmaria/Pupazzetti (Zeus, BC 4043)
- 1973 – Patria luntana/Core sulitario (Zeus, BC 4044)
- 1973 – Gelosa d'o mare/Pizzi pizzi tranculo (Zeus, BC 4045)
- 1973 – Chi m'ha fatto sta bella scarpetta/Ammore e mamma (Zeus, BC 4046)
- 1974 – Stornellata napoletana 1/Stornellata napoletana 2 (Zeus, BC 4051)
- 1973 – C'è un treno verde/Mille buscie (Zeus, BC 4054)
- 1975 – Profumo di ginestre/Non ci credo più (Zeus, BC 5034)
- 1976 – 'Na paggina e musica/Tre anne ammore (Zeus, BC 5041)
- 1977 – Dicitincelle/E te perdutamente (Zeus, BC 5043)

### CD
- 1989 – 'A cartulina 'e Napule (Zeus ZCD 003)
- 1992 – Addio mia bella Napoli (Zeus ZS 0232)
- 1993 – Preghiera 'e piscatore (Phonotype 021)
- 1996 – Preta 'e mare (Bem BE 1001)
- 1999 – Viva Napoli (Fonotil FNT 30)
- 1999 – Profumo di ginestre (Zeus ZS 602)
- 2001 – 'A testa aruta (Mea Sud ACD 111)
- 2001 – Stornellando con Giulietta (Zeus ZS 702)
- 2001 – Stornellando con Giulietta Vol. 2 (Zeus ZS 772)
- 2002 – Monografie Napoletane (Duck GRCD-E 6373)
- 2004 – Manname e cunfiette (Zeus ZS 672)
- 2006 – Toledo & Medina (Phonotype 314)
- 2007 – 'Mbraccio a te (Zeus ZS 782)
- 2008 – Nostalgia di mandolini (Zeus ZS 612)